# Skiringssal-kaupangen

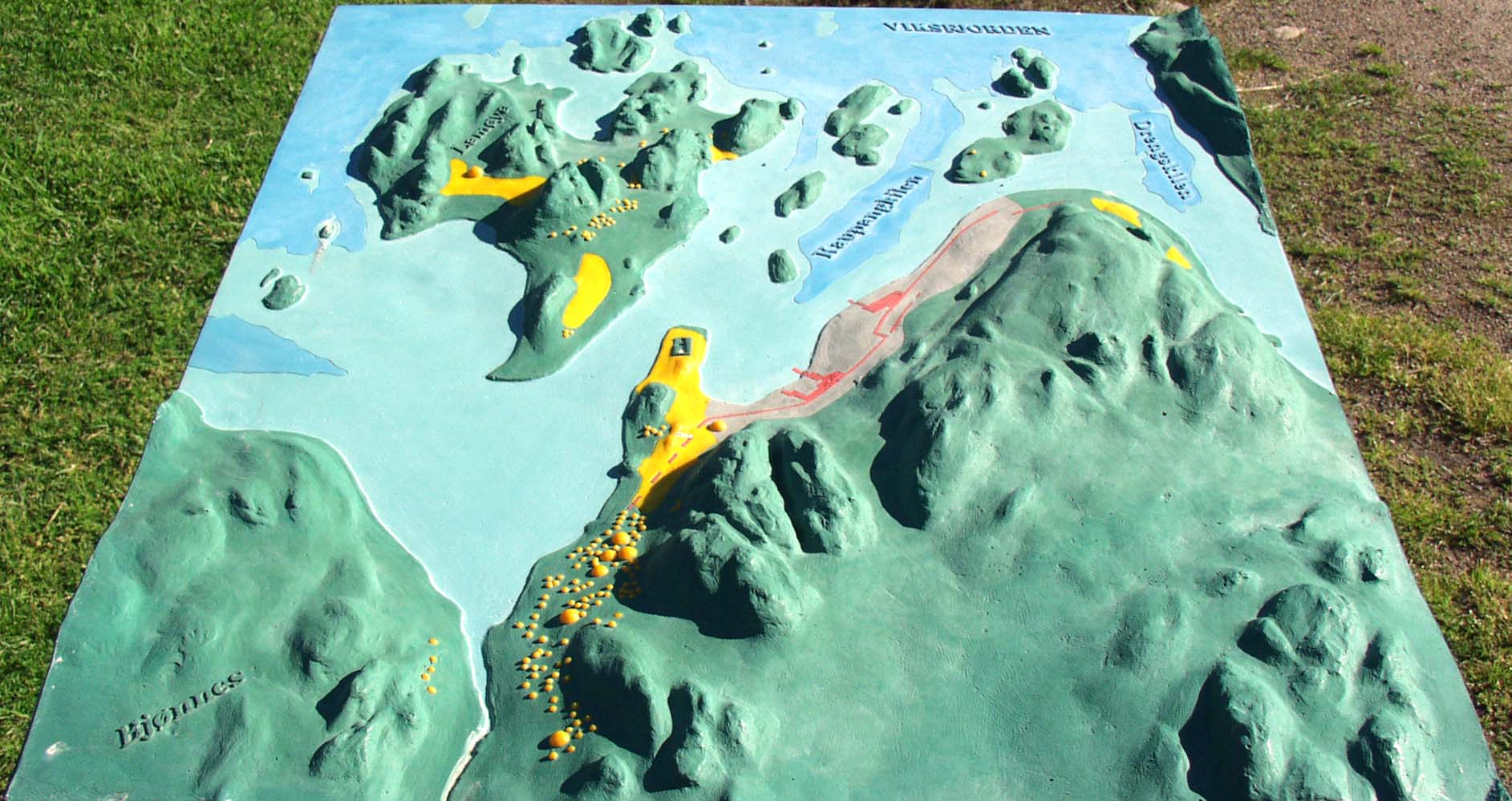
Computerrekonstruktion des Kaupang Vestfold

Skiringssal-kaupangen oder kurz Kaupang (altnordisch kaup „kaufen, handeln“ und angr „Fjord, Hafen“) ist eine historische Siedlung in Norwegen.
Es gab eine Reihe vorhistorischer Siedlungen in Norwegen, die den Namen Kaupang trugen. Für gewöhnlich wird heute eine ehemalige Stadt, die im südlichen Teil des heutigen Fylke Vestfold lag, als Kaupang bezeichnet. Dieser Ort, der auch den Namen Skíringssalr trug, war die älteste Stadt Norwegens. Norwegischen Legenden zufolge soll Skiringssalr etwa im Jahr 600 vom Ynglinger-König Olaf Trätelgja gegründet worden sein. In der Nähe fand man das so genannte Gokstad-Schiff in einem Grabhügel.
Kaupang wurde zum Ende der Wikingerzeit aufgegeben, da die flache Bucht, die den Hafen des Ortes mit dem Meer verband, zu sehr verlandet war. Überreste eines anderen Handelszentrums der Wikinger wurden 2013 in Steinkjer, einer Kommune in der Nähe von Trondheim entdeckt.